# Trzonkooczne
Trzonkooczne (Stylommatophora) – klad ślimaków płucodysznych (Pulmonata), w randze rzędu, obejmujący około 30 tys. gatunków grupowanych w kilkudziesięciu rodzinach, o kosmopolitycznym rozmieszczeniu. Oczy trzonkoocznych osadzone są na szczycie drugiej pary czułków. Czułki pierwszej pary są zredukowane, trudne do zaobserwowania. Ślimaki lądowe, nieliczne ziemnowodne, o muszlach różnych kształtów, czasem o muszli małej i przykrytej płaszczem (ślinikowate i pomrowcowate), zredukowanej do małej tarczki (Testacellidae) bądź wykształconej normalnie (np. ślimakowate).
Do rzędu zaliczane są m.in. rodziny:
- Achatinidae
- Amastridae
- beczułkowate (Orculidae)
- bezoczkowate (Ferussaciidae)
- boettgerillowate (Boettgerillidae)
- błyszczotkowate (Cochlicopidae)
- brzuchozębne (Gastrodontidae)
- bursztynkowate (Succineidae)
- poczwarkowate (Pupillidae)
- poczwarówkowate (Vertiginidae)
- pomrowcowate (Milacidae)
- pomrowikowate (Agriolimacidae)
- pomrowiowate (Limacidae)
- stożeczkowate (Euconulidae)
- ślimaczkowate (Valloniidae)
- ślimakowate (Helicidae)
- ślinikowate (Arionidae)
- świdrzykowate (Clausiliidae)
- Testacellidae
- wałkówkowate (Enidae)
- zaroślarkowate (Bradybaenidae)
- ziarnkowate (Chondrinidae)

W Polsce występuje ok. 170 gatunków ślimaków trzonkoocznych. Niektóre są uważane za groźne szkodniki roślin uprawnych (agrofagi). Często spotykane są w ogrodach przydomowych.